# Christow
Christow es un pueblito (una aldea) de 800 personas más o menos en el Valle del Teign, en el condado de Devon, Inglaterra. Se encuentra 15 kilómetros suroeste desde Exeter, el capital ciudad de Devon y es en el borde del Parque Nacional de Dartmoor.
A fecha noviembre de 2015 había una tienda general, una oficina de correos, una iglesia (St. James) y dos pubs: el Artichoke (en el centro) y el Teign House Inn, alias el "Tin Hut", sobre el borde de la parroquia al lado de "la carretera del valle". También hay un salón de actos para la comunidad, un consoltorio, una escuela primaria y un pequeno polígono con un crematario de los animales domésticos. 
Dispone de una línea de autobús que conecta con Exeter y contó, hasta que 1958, una estación de tren (la línea vieja desde Exeter a Newton Scabbot) en el borde de la parroquia.
- Datos: Q642592
- Multimedia: Christow / Q642592